# Élections sénatoriales de 1974 dans le Morbihan
 (mai 2025).
Si vous disposez d'ouvrages ou d'articles de référence ou si vous connaissez des sites web de qualité traitant du thème abordé ici, merci de compléter l'article en donnant les références utiles à sa vérifiabilité et en les liant à la section « Notes et références ».
Les élections sénatoriales dans le Morbihan ont lieu le dimanche 22 septembre 1974. Elles ont pour but d'élire les trois sénateurs représentant le département au Sénat pour un mandat de neuf années.

## Contexte départemental
Lors des élections sénatoriales du 26 septembre 1965 dans le Morbihan, les trois sénateurs sortants, Victor Golvan (UNR-UDT), Marcel Lambert (RI) et Joseph Yvon (Ind.D), ont été réélus au 1er tour.
Depuis, tous les effectifs du collège électoral des grands électeurs ont été renouvelés, avec les élections législatives de 1973, les élections cantonales de 1970 et 1973 et les élections municipales de 1971.

## Rappel des résultats de 1965
|                | Joseph Yvon         | Ind.D          | 876   | 63,29  |  |  |
|                | Marcel Lambert      | RI             | 875   | 63,22  |  |  |
|                | Victor Golvan       | UNR-UDT        | 722   | 52,17  |  |  |
|                | Roger de Vitton     | RI             | 307   | 22,18  |  |  |
|                | Louis Le Moënic     | SFIO           | 260   | 18,78  |  |  |
|                | Jean-Marie Le Priol | SFIO           | 238   | 17,19  |  |  |
|                | Louis Uguen         | SFIO           | 215   | 15,53  |  |  |
|                | Eugène Crépeau      | PCF            | 169   | 12,21  |  |  |
|                | Jean Maurice        | PCF            | 165   | 11,92  |  |  |
|                | Louis Nogues        | PCF            | 158   | 11,41  |  |  |
|                |                     |                |       |        |  |  |
| Inscrits       | Inscrits            | Inscrits       | 1 417 | 100,00 |  |  |
| Abstentions    | Abstentions         | Abstentions    | 5     | 0,35   |  |  |
| Votants        | Votants             | Votants        | 1 412 | 99,65  |  |  |
| Blancs et nuls | Blancs et nuls      | Blancs et nuls | 28    | 1,97   |  |  |
| Exprimés       | Exprimés            | Exprimés       | 1 384 | 97,67  |  |  |

## Sénateurs sortants
| Sénateur | Sénateur       | Parti   | Fonctions lors de l'élection en 1965                                             |
| -------- | -------------- | ------- | -------------------------------------------------------------------------------- |
|          | Victor Golvan  | UNR-UDT | Sénateur sortant, conseiller général et maire de Quiberon                        |
|          | Marcel Lambert | RI      | Sénateur sortant, maire de Pontivy                                               |
|          | Joseph Yvon    | DVD     | Sénateur sortant, conseiller général de Groix et conseiller municipal de Lorient |

## Présentation des candidats et des suppléants
Les nouveaux représentants sont élus pour une législature de 9 ans au suffrage universel indirect par les 1 385 grands électeurs du département. Dans le Morbihan, les sénateurs sont élus au scrutin majoritaire à deux tours. Leur nombre reste inchangé, 3 sénateurs sont à élire. On compte 12 candidats dans le département, chacun avec un suppléant, dont 2 candidatures individuelles.
| T |  | Jean Maurice        | PCF       | Conseiller général de Pont-Scorff et maire de Lanester            |  |  |  |  |
| S |  | Joseph Le Roux      | PCF       | Adjoint au maire de Baud                                          |  |  |  |  |
| T |  | Eugène Crépeau      | PCF       | Maire d'Hennebont                                                 |  |  |  |  |
| S |  | Abel Morzadec       | PCF       | Adjoint au maire de Séglien                                       |  |  |  |  |
| T |  | René Maury          | PCF       | Conseiller municipal d'Auray                                      |  |  |  |  |
| S |  | Michel Coudé        | PCF       | Maire de Tréhorenteuc                                             |  |  |  |  |
| T |  | Jean Lagarde        | PS        | Maire de Lorient                                                  |  |  |  |  |
| S |  | Jean Le Moing       | PS        | Conseiller général de Lorient-Nord et adjoint au maire de Lorient |  |  |  |  |
| T |  | Michel Masson       | PS        | Maire de Pontivy                                                  |  |  |  |  |
| S |  |                     | PS        |                                                                   |  |  |  |  |
| T |  | Albert Rivier       | PS        | Conseiller municipal de Quiberon                                  |  |  |  |  |
| S |  |                     | PS        |                                                                   |  |  |  |  |
| T |  | Raymond Marcellin   | RI        | Conseiller général de Sarzeau et maire de Vannes                  |  |  |  |  |
| S |  | Alain du Boisbaudry | RI        | Conseiller général de Malestroit et maire de Monterrein           |  |  |  |  |
| T |  | Joseph Yvon         | CD        | Sénateur sortant, conseiller général et maire de Groix            |  |  |  |  |
| S |  | Marcel Potier       | CD        | Conseiller général et maire de Neulliac                           |  |  |  |  |
| T |  | Victor Golvan       | UDR       | Sénateur sortant, conseiller général de Quiberon                  |  |  |  |  |
| S |  | Jean Baucherel      | RI        | Conseiller général de La Roche-Bernard et maire de Théhillac      |  |  |  |  |
| T |  | Joseph Laurent      | FN        |                                                                   |  |  |  |  |
| S |  |                     | FN        |                                                                   |  |  |  |  |
|   |  |                     |           |                                                                   |  |  |  |  |
| T |  | Louis Le Montagner  | Centriste | Maire de Guidel                                                   |  |  |  |  |
| S |  | Paul Lavolé         | DVD       | Maire de Priziac                                                  |  |  |  |  |
| T |  | Eugène Remilly      | RI        | Maire de Larmor-Plage                                             |  |  |  |  |
| S |  |                     | DVD       |                                                                   |  |  |  |  |

## Résultats
| Candidat et parti politique | Candidat et parti politique | Candidat et parti politique | Premier tour | Premier tour | Second tour | Second tour |
| Candidat et parti politique | Candidat et parti politique | Candidat et parti politique | Voix         | %            | Voix        | %           |
| --------------------------- | --------------------------- | --------------------------- | ------------ | ------------ | ----------- | ----------- |
|                             | Raymond Marcellin           | RI                          | 747          | 54,56        |             |             |
|                             | Joseph Yvon                 | CD                          | 573          | 41,85        | 775         | 57,49       |
|                             | Louis Le Montagner          | Centr.                      | 406          | 29,65        | 854         | 63,35       |
|                             | Victor Golvan               | UDR                         | 402          | 29,36        | Retrait     | Retrait     |
|                             | Eugène Remilly              | RI                          | 375          | 27,39        | Retrait     | Retrait     |
|                             | Michel Masson               | PS                          | 373          | 27,24        | 483         | 35,83       |
|                             | Jean Lagarde                | PS                          | 326          | 23,81        |             |             |
|                             | Albert Rivier               | PS                          | 299          | 21,84        |             |             |
|                             | Jean Maurice                | PCF                         | 140          | 10,22        | 401         | 29,75       |
|                             | Eugène Crépeau              | PCF                         | 133          | 9,71         |             |             |
|                             | René Maury                  | PCF                         | 128          | 9,35         |             |             |
|                             | Joseph Laurent              | FN                          | 38           | 2,77         |             |             |
|                             |                             |                             |              |              |             |             |
| Inscrits                    | Inscrits                    | Inscrits                    | 1 385        | 100,00       | 1 385       | 100,00      |
| Abstentions                 | Abstentions                 | Abstentions                 | 5            | 0,36         | 6           | 0,43        |
| Votants                     | Votants                     | Votants                     | 1 380        | 99,64        | 1 379       | 99,57       |
| Blancs et nuls              | Blancs et nuls              | Blancs et nuls              | 11           | 0,79         | 31          | 2,24        |
| Exprimés                    | Exprimés                    | Exprimés                    | 1 369        | 98,84        | 1 348       | 97,33       |